# Hrvaščina
Hrváščina je južnoslovanski jezik, ki ga uporablja 6.214.643 ljudi (popis 1995), predvsem Hrvatov. Sestavljajo ga tri narečja: štokavsko, kajkavsko in čakavsko. Standardna hrvaščina temelji na novoštokavskem ijekavskem narečju zahodne vrste, z vplivi ostalih dveh narečij, posebno v besedišču. Uvedena je bila sredi 19. stoletja; pred tem je standardna hrvaščina temeljila na kajkavskem narečju. Nekateri jezikoslovci trdijo da hrvaški ni ločen jezik, ampak standardna varijanta enega policentričnega standardnega srbohrvaškega jezika.